# Nils Molin
Nils Johan Molin (Kilafors, Suecia, 18 de octubre de 1988) es un músico sueco, conocido por ser el vocalista de la banda de power metal Dynazty y por ser, desde el año 2017, el vocalista masculino de la banda Amaranthe, tras la salida de Jake E Lundberg.

## Discografía

### Con Dynazty

#### Álbumes de estudio
- Bring the Thunder (2009)
- Knock You Down (2011)
- Sultans of Sin (2012)
- Renatus (2014)
- Titanic Mass (2016)
- Firesign (2018)
- The Dark Delight (2020)
- Final Advent (2022)

### Con Amaranthe

#### Álbumes de estudio
- Helix (2018)
- Manifest (2020)

### Como artista invitado
- Wake Up The Gods & Perseverance con Stamina (2014)
- Afterlife con Ad Infinitum (2021)